# Андріївська волость (Маріупольський повіт)
Андріївська волость — адміністративно-територіальна одиниця Маріупольського повіту Катеринославської губернії із центром у селі Андріївка.
Станом на 1886 рік складалася з 3 поселень, 5 сільських громад. Населення — 2687 осіб (1492 чоловічої статі та 1195 — жіночої), 284 дворових господарств.
|                     | Площа, десятин | У тому числі орної, десятин |
| ------------------- | -------------- | --------------------------- |
| Сільських громад    | 1372           | 1134                        |
| Приватної власності | 15190          | 5920                        |
| Казенної власності  | —              | —                           |
| Іншої власності     | —              | —                           |
| Загалом             | 16562          | 7054                        |

Поселення волості:
- Андріївка (Клевцова) — колишнє власницьке село при річці Вовча за 140 верст від повітового міста, 956 осіб, 139 дворів, православна церква, школа, лавка, 2 ярмарки на рік. За 5 верст — школа. За 7 верст — школа. За 12 верст — школа.
- Василівка (Тонка) — колишнє власницьке село річці Ялаха, 563 особи, 79 дворів, школа, лавка. (було північніше німецької колонії Марієнполь)

За даними на 1908 рік у волості налічувалось 3 поселень, загальне населення — 2654 особи (1794 чоловічої статі та 860 — жіночої), 289 дворових господарств.